# (38731) 2000 QX138
2000 QX138 (asteroide 38731) é um asteroide da cintura principal. Possui uma excentricidade de 0.21521790 e uma inclinação de 2.04399º.
Este asteroide foi descoberto no dia 31 de agosto de 2000 por LINEAR em Socorro.